# Anti-ambientalismo
L'anti-ambientalismo è un insieme di idee e azioni che si oppongono all'ambientalismo nel suo complesso o a specifiche politiche ambientali o iniziative ambientaliste.

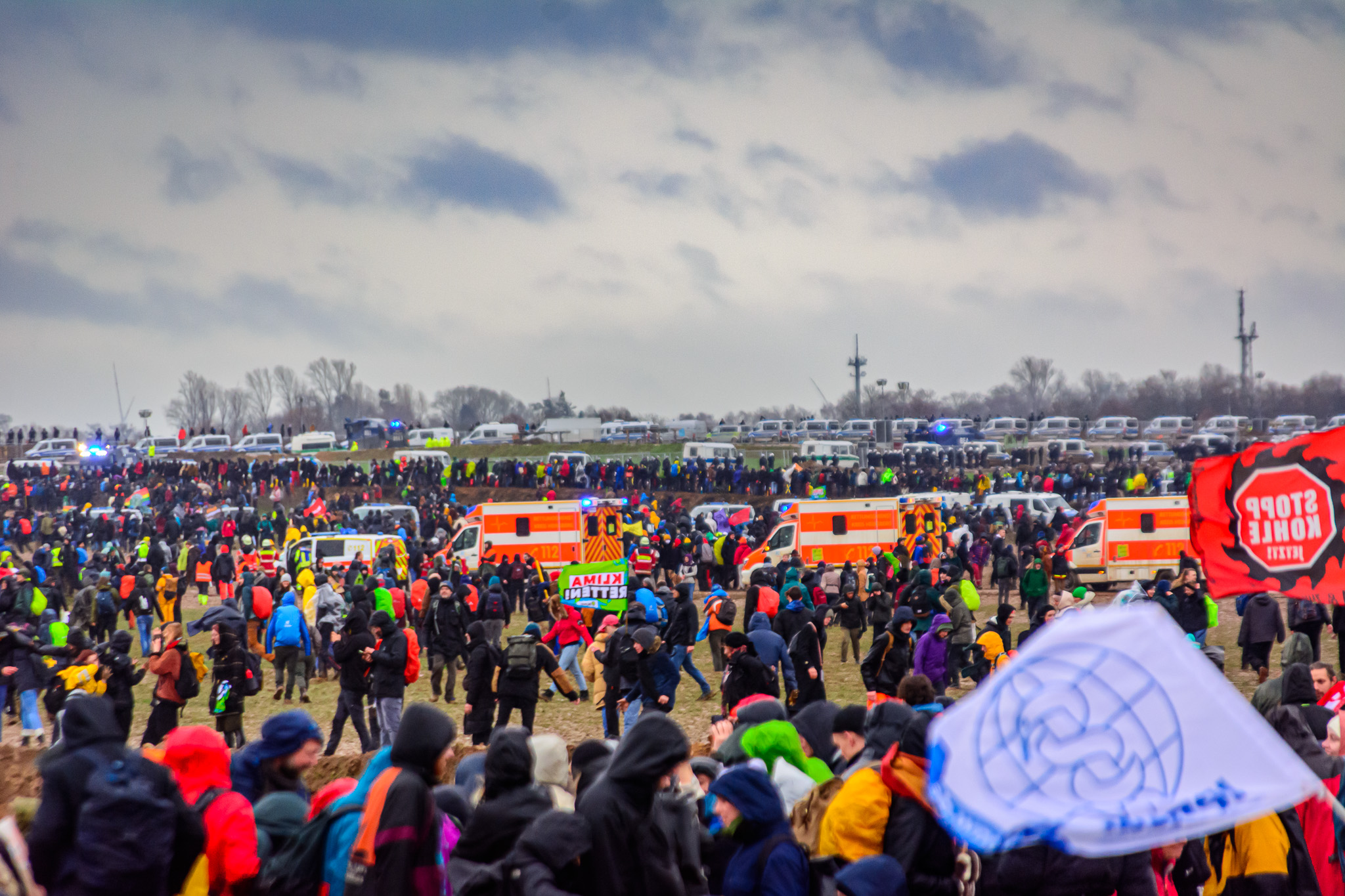
Manifestazione di ambientalisti contro la miniera di carbone di Lützerath, in Germania, gennaio 2023. Le azioni dell'ambientalismo radicale e di attivisti per il clima suscitano spesso forti reazioni anti-ambientaliste. Alcuni media e esponenti politici hanno definito questi attivisti "terroristi climatici".

Le critiche all'ambientalismo possono provenire sia da fuori il movimento, che da dentro, poiché esso rappresenta una varietà di posizioni ideali e politiche. Le opposizioni esterne possono assumere la forma di un contromovimento organizzato, rivolto sia alle idee ambientaliste che alle politiche e regolamenti ambientali, nazionali o internazionali. Oppositori includono lavoratori di settori minacciati dalle politiche ambientali, aziende che li supportano e think tank anti-ambientalisti. L'opposizione non è omogenea: spazia da interessi economici, a posizioni ideologiche e politiche ostili al cambiamento sociale e politico a favore dell'ambiente, fino a prospettive critiche che incoraggiano gli ambientalisti a riflettere e adottare approcci più inclusivi verso la sostenibilità.

## Storia
Le critiche all'ambientalismo hanno assunto forme molto diverse in diversi periodi storici. Molte opposizioni all'ambientalismo sono nate all'interno dello stesso movimento ambientalista, dalle contrapposizioni e dai dibattiti tra diverse tendenze.
Negli anni '60 e '70, l'ambientalismo prendeva ispirazione dalla preoccupazione per la scarsità delle risorse e il loro eccessivo sfruttamento, con il timore di minacciare il benessere futuro dell'umanità e l'equilibrio del pianeta, un concetto noto come neo-malthusianesimo. Queste idee furono oggetto di critica da parte degli economisti neoclassici, che ritenevano trascurato il ruolo dell'innovazione scientifica e tecnologica nel garantire ulteriori risorse. Alcuni contestarono l'affidabilità dei modelli matematici, incluso quello del celebre Rapporto sui limiti dello sviluppo del Club di Roma, sostenendo che non aveva considerato adeguatamente i feedback e gli effetti delle decisioni umane. Anche da sinistra arrivarono critiche, ad esempio da pensatori come Murray Bookchin, che attribuivano i problemi ambientali a cause politiche e sociali, anziché alla scarsità di risorse naturali. I critici marxisti sostenevano che le idee ambientaliste, influenzate dal neo-malthusianesimo, avevano risvolti razzisti, elitisti e imperialisti, considerandole quindi reazionarie.
Nel frattempo, interessi commerciali o industriali colpiti dalla rapida espansione della legislazione ambientale formarono alleanze per contrastarla. A volte utilizzavano gli stessi metodi dei movimenti sociali e ambientalisti: mobilitazione a livello di comunità e partenariati collaborativi, nonché campagne di sensibilizzazione dell'opinione pubblica, coinvolgimento dei media, pubblicazioni di ricerche e testimonianze durante le udienze.
Durante gli anni '80, l'ambientalismo si affermò come forza sociale e politica in molti paesi occidentali. Le legislazioni nazionali e iniziative internazionali in campo ambientale aumentarono significativamente. Sorsero opposizioni nei confronti di eccessi percepiti tra le posizioni ambientaliste (ad esempio contro visioni apocalittiche del futuro). Nacquero anche opposizioni radicali ed organizzate in forme di veri e propri contro-movimenti.
Gli anni '90 hanno visto una crescente sforzo delle impresse nel formare coalizione su iniziative anti-ambientaliste. Alcune aziende si sono addirittura spinte oltre i loro alleati aziendali, assumendo società di pubbliche relazioni specializzate per creare gruppi di facciata, creando l'illusione di un sostegno di base agli interessi aziendali per convincere i politici a opporsi alle riforme ambientali. Le pubbliche relazioni ambientali, spesso definite greenwashing, sono diventate un'industria redditizia per le società di pubbliche relazioni, generando un grande volume d'affari nel plasmare la percezione pubblica e governativa dei problemi ambientali e nell'elaborare strategie per contrastare gli ambientalisti e le normative.
Gli Stati Uniti, che dagli anni '70 avevano sviluppato per primi modelli di legislazione ambientale poi imitati in tutto il mondo, hanno visto a più riprese il sorgere di pressioni ed iniziative per la riduzione della legislazione ambientale tra politici e amministrazioni Repubblicane. Il sostegno e l'opposizione alle politiche ambientali è divenuto un fattore importante nella crescente polarizzazione sociale e politica negli Stati Unit.

## Movimenti e ideologie anti-ambientalisti
L'anti-ambientalismo è alimentato sia da ragioni sociali ed economiche, sia da posizioni ideologiche. Le basi ideologiche dell'anti-ambientalismo possono essere molto diverse e talora opposte tra loro: da ideologie neoliberali a quelle anti-capitalistiche.
In alcuni contesi, specie negli Stati Uniti, movimenti ed iniziative sociali anti-ambientaliste sono frequentemente inspirate da ideologie politiche conservatrici o neoliberali: queste favoriscono una economia di libero mercato rispetto alla regolamentazione governativa. Tali posizioni politiche trovano sostegno in interessi aziendali che si sentono minacciati da preoccupazioni ambientali o regolamentazioni ambientali. Anche se molti osservatori dell'anti-ambientalismo sottolineano la frequente associazione tra queste iniziative e specifici interessi economici minacciati dalle politiche ambientali, altri considerano che esistono in certi gruppi sociali dei fattori culturali alla base del loro anti-ambientalismo.
Ad esempio, uno studio della destra americana ha suggerito che molte delle posizioni anti-ambientaliste hanno radici nella sua tradizionale diffidenza, diffusa nell'elettorato di destra, nei confronti dell'intervento governativo, nel suo sostegno al libero mercato come simbolo del sogno americano e nella difesa di valori cristiani, della famiglia, dell'identità bianca e della mascolinità tradizionale. Questa resistenza è alimentata dalla preoccupazione per i cambiamenti politici e culturali derivanti dai movimenti sociali degli anni '60 da cui è nato l'ambientalismo. Alcune posizioni anti-ambientaliste possono nascere da una genuina ansia legata alle conseguenze delle regolamentazioni ambientali temute per il benessere economico di famiglie e comunità. L'opposizione nei confronti degli ambientalisti può essere anche diffusa tra settori sociali che considerano gli ambientalisti simbolicamente legati alla vita urbana, estranei a realtà e conoscenze locali e più vicini alla conoscenza specializzata.
Molti esperti sostengono che le spiegazioni ideologiche dell'anti-ambientalismo, basate sui tradizionali concetti di destra e sinistra politica, risultino poco utili nell'interpretare le attuali posizioni politiche, specialmente riguardo alle politiche climatiche. Ricerche nel campo sociale e politico suggeriscono che le ideologie populiste e nazionaliste siano fattori più determinanti.
In Europa, su un piano idéologico, l'anti-ambientalismo è diffuso nella destra radicale e generalmente si associa alle sue posizioni tipiche di opposizione all'immigrazione, al nazionalismo, allo sciovinismo del welfare (cioè, le politiche sociali devono favorire i cittadini del paese) e all'euroscetticismo. L'anti-ambientalismo della destra radicale può essere inteso come una reazione materialista contro il post-materialismo della sinistra e dei verdi, cioè di quella ideologia che innalza il bisogno di libertà politica e di partecipazione, di autorealizzazione, di relazioni personali, di creatività e di cura dell'ambiente, rispetto al soddisfacimento dei bisogni materiali.
Le spiegazioni dell'anti-ambientalismo frequentemente espresso da populisti di destra in Europa e nord-America sono dibattute e rimangono complesse. Da un lato ci sono motivi economici e sociali: i sostenitori di questi partiti includono estese fasce sociali che hanno sofferto degli effetti economici della globalizzazione e della modernizzazione, e che vedono la politica climatica come un elemento ad esse legate e che aggrava la loro condizione. Da un altro lato ci sono fattori ideologici, che possono essere di due ordini. In primo luogo, essi non apprezzano le politiche climatiche perché le vedono come iniziative promosse da persone liberali e dalla mentalità globale che non hanno a cuore gli interessi della nazione. In secondo luogo, essi favoriscono un rapporto diretto tra la gente comune e le persone al potere. Poiché il cambiamento climatico è una questione complicata che richiede soluzioni complesse, non si adatta bene alla loro preferenza per la semplicità. C'è anche la convinzione che chi è al potere, compresi gli scienziati del clima e gli ambientalisti, sia influenzato da interessi particolari, cosa che alimenta lo scetticismo nei confronti delle iniziative sul clima.
Un'altra corrente di pensiero anti-ambientalista è di matrice cristiana e più specificatamente cattolica. Essa ha radici filosofiche nell'antropocentrismo e lega l'ambientalismo all'eugenetica, cioè a una visione limitata della vita umana, concentrata sull'efficienza fisica e il benessere, che ignora le aspirazioni umane più ampie. Le idee eugenetiche distorcono la realtà e inducono a sopravvalutare l'ambiente naturale e la responsabilità umana verso di esso. Questa corrente di pensiero accusa l'ambientalismo di aver perciò diffuso la convinzione che l'umanità sia una minaccia per il pianeta e abbia lo scopo di ridurre la popolazione mondiale anche ricorrendo all'aborto. Gli ecologisti sono descritti come impostori, mentre l'ecologismo è considerato un'ideologia che rifiuta il patrimonio culturale umanista. Gli esponenti di questa corrente affermano che non vi sia un'emergenza climatica; che il concetto di sviluppo sostenibile nato per l'ecologia animale sia impropriamente applicato alla società umana che, in una prospettiva radicalmente cristiana-cattolica, è inaccettabile in quanto l'uomo non è considerato "animale" ed è posto al di sopra di tutte le creature; e che gli "ecofondamentalisti" e le agenzie internazionali usino il catastrofismo ecologista come tattica per ottenere attenzione mediatica e supporto politico.

## Sostegno alle iniziative anti-ambientaliste
Le iniziative contrarie all'ambientalismo sono spesso promosse da aziende e organizzate attraverso think tank conservatori, oltre a coinvolgere campagne di sostegno pubblico fittizio (chiamato astroturfing) gestite dalle aziende di relazioni pubbliche. Questi attori creano collegamenti tra gli interessi aziendali, gli intellettuali conservatori e segmenti del pubblico che condividono prospettive conservatrici o sono preoccupati per l'impatto delle politiche ambientali sulle comunità e sui lavoratori di settori specifici.
Think-tank conservatori o talora ricercatori accademici partecipano alla elaborazione di analisi e posizioni politiche anti-ambientaliste. Tra gli intellettuali e autori che si sono distinti a livello internazionale, sono l'accademico danese Bjørn Lomborg, il canadese ex-attivista di Greenpeace Patrick Moore, i giornalisti statunitensi Rex Murphy e Vivian Krause.
Le imprese di relazioni pubbliche assistono regolarmente la comunicazione e la lobby di grandi imprese i cui interessi siano toccati da politiche ambientali. Alcune iniziative di comunicazione possono sostenere la costituzione di gruppi sociali di facciata capaci di pressioni sui legislatori affinché riducano le normative ambientali. Negli Stati Uniti sono anche attive fondazioni e enti filantropici di stampo conservatore che finanziano iniziative anti-ambientaliste.
Alcuni di questi attori istituzionali (ad esempio, Citizens for a Sound Economy, fondata dall'imprenditore David Koch) si definiscono ambientalisti e sostengono che i gruppi ambientalisti tradizionali hanno sopravvalutato i problemi ambientali. Utilizzano tecniche di green marketing per convincere il pubblico del loro alto livello di responsabilità ambientale. In sostanza, queste organizzazioni creano informazioni evidentemente controverse e le definiscono ideologia ambientale o verde. Appoggiano frequentemente campagne per incrementare l'accesso a determinate risorse, come foreste e miniere.
Think tank associate ad aziende e gruppi apparentemente indipendenti possono presentarsi come centri di ricerca autonomi capaci di fornire competenze (analisi e comunicazione) apprezzate dai mezzi di comunicazione di massa. I media danno loro spazio per bilanciare le prospettive ambientaliste. Tuttavia, questo processo può portare i media a enfatizzare eccessivamente l'incertezza scientifica su alcune questioni ambientali. In altre parole, presentando tali fonti come indipendenti e affidabili, i media possono involontariamente amplificare la percezione di incertezza, influenzando la percezione del pubblico su temi ambientali specifici.
Altre strategie utilizzate dalle aziende o da attori come le società di pubbliche relazioni e i think tank possono includere: cooptazione di ambientalisti moderati attraverso donazioni, offerte di lavoro e accordi, mentre emarginano e allontanano gli individui non collaborativi, spesso etichettandoli come estremisti; campagne di manipolazione per coinvolgere falsamente gli ambientalisti in azioni violente; minaccia di Strategic Lawsuits Against Public Participation (SLAPP) (negli Stati Uniti) per intimidire gli ambientalisti e i cittadini che si impegnano in attività come petizioni, scritti ai funzionari, partecipazione a riunioni pubbliche, organizzazione di boicottaggi o partecipazione a manifestazioni pacifiche, con l'obiettivo di mettere a tacere i critici attraverso la pressione legale.
Altri think-tank conservatori (ad esempio Cato Institute e Heritage Foundation) affrontano le questioni ambientali come parte di un'agenda più ampia, che comprende discussioni sulla politica fiscale, l'energia, la politica monetaria, l'istruzione, l'assistenza sanitaria e il liberalismo economico globale. Considerano che molte regolamentazioni di interesse pubblico o ambientali sono contro-produttive. Sostengono l'attivismo giudiziario per proteggere le libertà civili ed economiche,  un mercato energetico aperto e competitivo, e l'importanza della scelta del consumatore e di incentivi privati rispetto a un approccio pubblico per affrontare le vere preoccupazioni ambientali.
Molti think tank conservatori che si occupano di cambiamento climatico, risorse minerarie e diritti indigeni sono collegati all'Atlas Network. Fin dagli anni '80, l'Atlas Network è stata sostenitrice delle idee neoliberiste, promuovendole attraverso la creazione di reti internazionali e il finanziamento di think tank conservatori. L'organizzazione opera a livello globale e sostiene centinaia di think tank in tutti i continenti.

## Casi notevoli di opposizione all'ambientalismo

### Scettici del cambiamento climatico
L’esempio contemporaneo più diffuso di anti-ambientalismo organizzato è il movimento di negazione o di scetticismo del cambiamento climatico. Gli scettici attaccano l'evidenza del cambiamento climatico. Lo scetticismo può indirizzarsi alla tendenza osservata (il riscaldamento globale non esiste), alla identificazione delle cause (il riscaldamento esiste, ma l'uomo non è responsabile) o all'impatto (il riscaldamento potrebbe essere innocuo o addirittura benefico). Questo tipo di scetticismo intende alimentare l’incertezza sulla scienza del clima: l'obiettivo è minare i discorsi scientifici della politica ambientale o confondere l'opinione pubblica e i decisori politici.
Un altro tipo di scetticismo è il cosiddetto scetticismo di risposta, cioè quello diretto alle azioni intraprese per affrontare il cambiamento climatico. Esso può associarsi al negazionismo climatico, ma può anche essere espresso senza contrapporsi all'evidenza del cambiamento climatico (il cambiamento climatico esiste ed è causato dall'uomo, ma le risposte prevalenti sono sbagliate o eccessivamente dannose).
Lo scetticismo climatico è diffuso tra i partiti europei di estrema destra e destra radicale. Tuttavia, uno studio dele posizioni espresse da quest partiti nel Parlamento Europeo ha indicato che esse raramente manifestano negazionismo climatico: l'opposizione è più spesso diretta alle politiche climatiche. Le posizioni anti-ambientaliste intendono alimentare un desiderio pro-sovranista e anti-élite e parlare di questioni vicine agli elettori, come il benessere economico. Esse includono anche posizioni a favore dell'ambiente e del clima e sostegno alla lotta contro il cambiamento climatico. Si accompagnano ad una critica alle politiche climatiche liberali in quanto causa di inquinamento, e al capitalismo globale e a favore del localismo e nazionalismo economico.
Il movimento scettico sul clima è sostenuto da determinati interessi aziendali o nazionali, che intendono mantenere la redditività di settori economici (specialmente quelli legati ai combustibili fossili) a fronte della crescente preoccupazione ambientale. Esso attinge anche alle ansie sulla protezione ambientale tra i segmenti del pubblico che fanno affidamento su economie ad alta intensità di combustibili fossili. Il contromovimento è sostenuto da una minoranza di scienziati che sono stati promotori visibili dello scetticismo sulla scienza del clima e da una vasta rete di think tank, che spesso perseguono anche altri programmi neoliberali o conservatori (ad esempio, contro la regolamentazione governativa).
Fra coloro che negano i cambiamenti climatici figura anche una parte del mondo cattolico. In Italia, i giornalisti di ispirazione cattolica Riccardo Cascioli e Antonio Gaspari, hanno pubblicato saggi contro l'ambientalismo e di scetticismo sul cambiamento climatico.

### Movimenti libertari anti-ambientalisti in USA
Negli anni '80 è emerso il movimento per il cosiddetto "uso saggio" (wise use), costituito da gruppi locali prevalentemente nella parte occidentale del Nord America. Questo movimento è nato come un'alleanza eterogenea di allevatori, minatori, taglialegna, cacciatori, conducenti di veicoli fuoristrada, lavoratori del settore petrolifero e agricoltori che, nonostante le loro differenze, si sono uniti contro gli ambientalisti. Si oppongono alle iniziative di gestione ambientale pubblica, percepite come autoritarie e lesive delle libertà individuali. Condividono la convinzione che un governo limitato e non interventista sia più giusto, ritenendo che una grande burocrazia minacci i diritti e le libertà individuali. Sostengono il diritto individuale di utilizzare le risorse naturali nell'ambito del diritto alla vita, alla libertà e alla ricerca della felicità. Le loro proposte includono il taglio di alberi nelle foreste nazionali, la revisione della legge sulle specie minacciate per eliminare la protezione di specie "non adattive", come il condor della California, l'estrazione immediata di petrolio nell'Arctic National Wildlife Refuge e l'apertura di tutte le terre pubbliche, compresi parchi nazionali e aree selvagge, alla produzione di minerali ed energia. Inoltre, sostengono lo sviluppo dei parchi nazionali gestito da aziende private e sanzioni civili per chiunque legalmente contesti l'attività economica o lo sviluppo nelle terre federali. Alcuni membri hanno anche sostenuto azioni violente.

## Critica interna all'ambientalismo
Le critiche esterne all'ambientalismo spesso sorgono o sono correlate a dispute interne tra le diverse correnti all'interno del movimento. Negli ultimi due decenni, il movimento ambientalista ha subito significativi cambiamenti e non solo ha affrontato critiche esterne, ma anche sfide interne con l'emergere dei movimenti per la giustizia ambientale, i movimenti civili ambientalisti e quelli concentrati sulle scelte di sviluppo sostenibile e la trasformazione dei sistemi produttivi e tecnologici. In particolare, la tensione tra l'ecologia profonda o centrata sull'ecosistema (accusata di anti-umanesimo da oppositori esterni) e gli ambientalismi umanisti o orientati alla giustizia sociale ha generato nuove prospettive più attente alle questioni sociali delle scelte ambientaliste. La prospettiva della giustizia ambientale si occupa della distribuzione disproporzionata e ingiusta dei rischi e dei danni ambientali all'interno e tra le società.
Negli ultimi anni, le scienze sociali ambientali, come la storia ambientale, l'ecologia politica e la sociologia ambientale, hanno conosciuto una crescente importanza. Queste discipline hanno contribuito a un approfondimento della comprensione del complesso legame tra ambiente e società. Tale progresso ha superato le visioni semplificate che spesso sono alla base delle posizioni anti-ambientaliste, aprendo la strada a nuove prospettive e approcci più sofisticati. Le nuove conoscenze hanno avuto un impatto significativo nella formulazione di concetti alternativi di sostenibilità e nella pratica di politiche ambientali più consapevoli.
Un esempio di questa tensione si riferisce all'applicazione di modelli di conservazione della natura ispirati agli ideali nordamericani di conservazione della natura selvaggia. L'utilizzo di tali modelli in contesti diversi ha causato conflitti con le pratiche e le tradizioni locali. Questa tensione e le critiche ai modelli tradizionali di conservazione hanno spesso portato a un'evoluzione dei modelli stessi, cercando di integrare meglio le relazioni preesistenti tra la popolazione locale e il proprio territorio. In generale, nei paesi in via di sviluppo e caratterizzati da povertà, le idee e le azioni ambientaliste locali non sono necessariamente influenzate dalle prospettive post-materialiste dell'ambientalismo occidentale. Per queste comunità, le sfide ambientali sono spesso legate alle lotte per le risorse naturali, come nel caso di contese tra agricoltori e aziende per il legname o tra residenti rurali e urbani per l'acqua e l'energia. Tali conflitti spesso si concentrano sull'ambiente, poiché le comunità più povere cercano di preservare il controllo sulle proprie risorse naturali per evitare che esse vadano perse a vantaggio di un crescente controllo statale o del sistema di mercato in espansione.
In conseguenza di questi dibattiti e critiche, l'ambientalismo sta cambiando il modo in cui si confronta con la scienza ambientale, allontanandosi da posizioni di principio intransigenti e accettando la complessità delle questioni. Questo cambiamento riconosce le incertezze nello stabilire relazioni di causa-effetto, soprattutto quando si tratta di problemi ambientali su larga scala. Inoltre, si pone sempre più l'accento sulla comprensione delle dinamiche di potere, dei vincitori e dei perdenti nei cambiamenti ambientali e nella legislazione. Sebbene si stiano verificando alcuni cambiamenti, nel movimento ambientalista persistono ancora modi di pensare tradizionali, come le prospettive neomalthusiane, romantiche e catastrofiste.